# Laufentaler Bewegung
Die Laufentaler Bewegung (LB) war eine politische Organisation in der Schweiz. Sie vertrat in der Frage des Kantonswechsels des Laufentals jene Einwohner des Bezirks Laufen, die dem Kanton Basel-Landschaft beitreten wollten. Ein Jahr nach der ersten Laufental-Abstimmung von 1983 gegründet, setzte sie sich insbesondere nach der Aufdeckung des Missbrauchs von Steuergeldern (Berner Finanzaffäre) für die Loslösung vom Kanton Bern ein. Nachdem die 1989 durchgeführte Wiederholung zu ihren Gunsten ausgefallen war, schloss sie sich der Organisation Laufental 91 an, drei Jahre später löste sie sich nach dem erfolgten Kantonswechsel auf.

## Geschichte
Vorgängerin der Laufentaler Bewegung war das im Herbst 1977 gegründete Komitee «Ja zur besten Lösung», das 1978 eine Volksinitiative zur Einleitung des Anschlussverfahrens an einen Nachbarkanton einreichte. Nachdem 1980 der Kanton Basel-Landschaft als bevzorzugte Beitrittsoption festgestanden hatte, engagierte sich das Komitee für die Trennung vom Kanton Bern. Es trat moderat auf und versuchte mit Argumenten zu überzeugen, da es davon ausging, dass sich Sachlichkeit und Fairness auszahlen würden. Allerdings wirkte die Kampagne brav im Vergleich zu jener der antiseparatistischen Aktion bernisches Laufental, der es gelang, die Abstimmungsfrage auf eine rein emotionale Ebene zu verlagern. Nach der deutlichen Niederlage in der Abstimmung vom 11. September 1983, bei der die Laufentaler Stimmberechtigten den Laufentalvertrag mit 56,7 % der Stimmen ablehnten, löste sich das Komitee wenig später auf.
Im März 1984 bildete sich in Nenzlingen auf Initiative des Gemeindepräsidenten Heinz Aebi zunächst eine Ortssektion der Laufentaler Bewegung. Die formelle Gründung einer den gesamten Bezirk umfassenden Organisation mit diesem Namen erfolgte am 11. Mai anlässlich einer Versammlung in der Festhalle von Laufen, wobei die rund 300 Anwesenden Aebi zu ihrem Präsidenten wählten. Erklärtes Ziel der LB war es, den Bezirk, der seit der Gründung des Kantons Jura im Jahr 1979 eine Exklave des Kantons Bern war, politisch in der Region Basel zu verankern. Rechtlich gesehen war sie ein Verein mit Vollversammlung, Delegiertenversammlung, Vorstand und Rechnungsrevisoren. Allerdings verstand sie sich von Anfang an als Volksbewegung und unterschied sich damit deutlich von ihrem Vorgänger, der eher von einer regionalpolitischen Elite getragen worden war. Ab 1985 führte die LB ein eigenes Wappen; es zeigte einen weissen Baselstab auf schwarzem Grund als Symbol für die Stadt und den Bezirk Laufen, einen roten Baselstab auf weissem Grund als Symbol des ehemaligen Fürstbistums Basel sowie sieben weiss-rote Sterne, die für die sieben jurassischen Bezirke standen.
Um die Bevölkerung von ihrem Anliegen zu überzeugen, entfaltete die LB eine beachtliche Aktivität. Sie veröffentlichte das Mitteilungsblatt dr Laufetaler, das sich von einem einfachen Flugblatt zu einer zehn Mal jährlich erscheinenden Zeitung entwickelte und ab 1987 mit einer Auflage von 6700 Exemplaren (später 8100) in alle Laufentaler Haushalte geliefert wurde; hinzu kamen Grossauflagen und grossformatige Extraausgaben zu besonderen Ereignissen. Ab März 1989 erschien dr Laufetaler sogar einmal wöchentlich, um der berntreuen Lokalzeitung Der Volksfreund Paroli zu bieten. Zentrale Kundgebungsveranstaltung der LB war der «Laufentaler Tag», der jährlich am 11. September im Bezirkshauptort stattfand und sich zu einem gut besuchten Volksfest entwickelte. Regelmässige Gäste waren offizielle Delegationen der separatistischen Organisationen Rassemblement jurassien aus dem Kanton Jura und Unité jurassienne aus dem Berner Jura, zu denen die LB enge Beziehungen pflegte; diese Besuche erwiderte sie durch die Teilnahme am Fest des jurassischen Volkes und anderen Veranstaltungen. Hinzu kamen Resolutionen und Aktivitäten der Ortssektionen, beispielsweise das Weidfest in Nenzlingen. Eine weitere Sektion war die weitgehend unabhängig agierende Jugendbewegung Junge Kraft Laufental mit eigenen Aktivitäten.
Auftrieb erhielt die LB im Sommer 1985, als die Öffentlichkeit vom gesamten Ausmass der Berner Finanzaffäre erfuhr. Vor allem die Tatsache, dass die antiseparatistische Aktion bernisches Laufental heimlich und widerrechtlich mit insgesamt 333'281 Frankren finanziert worden war (überwiegend aus dem SEVA-Lotteriefonds), sorgte in Probaselbieter Kreisen für Entrüstung. Die LB organisierte Protestdemonstrationen, gab eine Sonderzeitung heraus, forderte den hauptverantwortlichen Regierungsrat Werner Martignoni zum sofortigen Rücktritt auf und verlangte eine Wiederholung der Abstimmung. Heinz Aebi und vier weitere LB-Mitglieder reichten am 3. September 1985 eine Abstimmungsbeschwerde beim Grossen Rat ein. Es folgte eine drei Jahre dauernde juristische und politische Auseinandersetzung, bis das Bundesgericht am 20. Dezember 1988 den Beschwerdeführern Recht gab und die Abstimmung von 1983 für ungültig erklärte. Die LB protestierte auch gegen die Wahl des prominenten Berntreuen Rudolf Schmidlin zum Grossratspräsidenten am 10. Mai 1988, indem sie den offiziellen Empfang in Laufen boykottierte und in Grellingen parallel dazu eine Gegenkundgebung abhielt.
Die LB trat in der Kampagne vor der zweiten Laufental-Abstimmung vom 12. November 1989 sehr selbstbewusst und unzimperlich auf. Ihre Propaganda war ebenso emotional wie jene der Berntreuen und schreckte auch vor persönlichen Angriffen nicht zurück. Etliche Probaselbieter empfanden den Auftritt der LB als zu harsch, weshalb sie im Juni 1989 das gemässigtere Komitee «Jo zum Baselbiet» bildeten. Das Ergebnis der Abstimmung fiel mit 51,7 % knapp zugunsten der Anschlussbefürworter aus. Knapp drei Monate nach der gewonnenen Abstimmung schloss sich die LB dem Koordinationsausschuss Laufental 91 an, um eine gemeinsame Interessenvertretung im Hinblick auf die anstehenden Volksabstimmungen im Kanton Basel-Landschaft und auf Bundesebene sicherzustellen. Sie blieb aber organisatorisch weiterhin eigenständig. Dreieinhalb Monate nach dem Kantonswechsel des Laufentals löste sich die Laufentaler Bewegung am 18. März 1994 anlässlich ihrer zehnten Vollversammlung auf.